# Music for Films
Music for Films je studiové album britského hudebníka Briana Eno. Jeho nahrávání probíhalo v rozmezí let 1975–1978 a vyšlo v říjnu 1978 u vydavatelství E.G. Records. Skladby z alba se objevily v několika filmech, jako jsou Sebastian (1976), Jubilee (1978), U konce s dechem (1983) nebo A Better Tomorrow (1986).

## Seznam skladeb
Autorem všech skladeb je Brian Eno.
| Pořadí | Název                     | Délka |
| ------ | ------------------------- | ----- |
| 1.     | M386                      | 2:49  |
| 2.     | Aragon                    | 1:37  |
| 3.     | From the Same Hill        | 2:58  |
| 4.     | Inland Sea                | 1:23  |
| 5.     | Two Rapid Transformations | 3:24  |
| 6.     | Slow Water                | 3:16  |
| 7.     | Sparrowfall 1             | 1:11  |
| 8.     | Sparrowfall 2             | 1:45  |
| 9.     | Sparrowfall 3             | 1:23  |
| 10.    | Quartz                    | 2:02  |
| 11.    | Events in Dense Fog       | 3:43  |
| 12.    | There Is Nobody           | 1:42  |
| 13.    | A Measured Room           | 1:41  |
| 14.    | Patrolling Wire Borders   | 1:02  |
| 15.    | Task Force                | 1:20  |
| 16.    | Alternative 3             | 3:11  |
| 17.    | Strange Light             | 2:08  |
| 18.    | Final Sunset              | 4:16  |

## Obsazení
- Brian Eno – syntezátory, klavír, kytara, další
- Rhett Davies – trubka
- John Cale – viola
- Phil Collins – bicí
- Robert Fripp – kytara
- Fred Frith – kytara
- Percy Jones – baskytara
- Bill MacCormick – baskytara
- Dave Mattacks – bicí
- Paul Rudolph – kytara
- Rod Melvin – elektrické piano